# 2016年夏季殘疾人奧林匹克運動會單車團體接力賽
2016年夏季帕拉林匹克運動會的團體接力賽於2016年9月16日於蓬塔爾舉行。

## 比賽模式
- H1-5級的運動員需要使用手動單車進行比賽。H1-4級的運動員需要使用躺臥式，其中H1級為完全失去腿部及軀幹，及有限的手部活動能力，例如脊椎受損。而H4級則是沒有腿部活動能力，但軀幹及手部能正常活動。而H5級則使用跪式並使用軀幹及手部進行加速，他們主要是曾進行腿部截肢，半身不遂或中度的運動失調或手足徐動症等。
- 團體接力賽由3名運動員組成。每隊的第1位運動員會同時出發。當第1名運動員完成一圈並穿過第2名運動員的前方後，第2名運動員可以出發。最快完成的隊伍則勝出比賽[4]。
- 運動員會按照其級別給予分數，3名運動員的總分不能超過6分。
- 於公路賽及團體接力賽中，如果有運動員或隊伍被領先的運動員或隊伍超越超過一圈，他們將會被排除於比賽（無法完成，DNF）[3]。
- 詳細的規則可以參閱世界單車總會的網頁[4]。

以下時間為南美標準時間（UTC-3）。
| 日期    | 時間  | 回合 |
| ------- | ----- | ---- |
| 9月16日 | 15:00 | 決賽 |

## 比賽結果
| 排名 | 國家   | 運動員 | 性別 | 級別 | 時間 | 備註 |
| ---- | ------ | ------ | ---- | ---- | ---- | ---- |
|      | 奥地利 |        |      |      |      |      |
|      | 比利时 |        |      |      |      |      |
|      | 意大利 |        |      |      |      |      |
|      | 瑞士   |        |      |      |      |      |
|      | 美国   |        |      |      |      |      |

## 外部連結
- 官方网站（公路單車）（葡萄牙文）（英文）（西班牙文）（法文）
- 世界單車總會（页面存档备份，存于）（英文）